# Brownea grandiceps
Espèce
Classification phylogénétique
Brownea grandiceps est une espèce de plantes à fleurs de la famille des Fabaceae. C'est un arbre d'Amérique du Sud de taille moyenne à croissance lente qui peut atteindre une dizaine de mètres de haut. Originaire des forêts tropicales humides du Brésil, de Colombie, du Pérou, de l’Équateur et du Venezuela, ses grandes fleurs rouges lui ont valu le nom de Rose du Venezuela.